# Erik Wilhelm Dahlgren

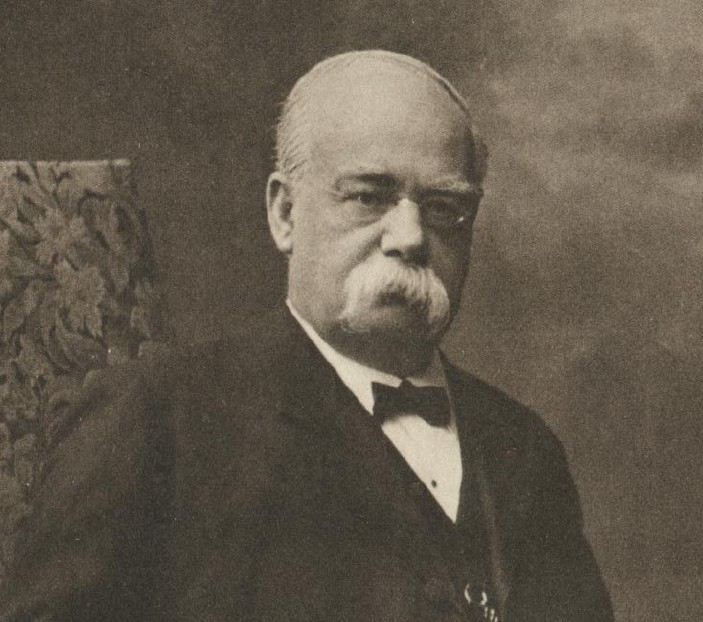
Erik Wilhelm Dahlgren.

Erik Wilhelm Dahlgren (Estocolmo, 7 de Junho de 1848 — Estocolmo, 10 de Outubro de 1934) foi um geógrafo, historiador e bibliotecário sueco que se distinguiu no estudo da cartografia da expansão europeia na África e nas costas e ilhas do Oceano Pacífico, com destaque para as ilhas da Oceânia. Em 1903 foi nomeado chefe bibliotecário da Biblioteca Real da Suécia. Era filho do escritor e compositor Fredrik August Dahlgren e irmão da escritora Eva Charlotta Carolina Dahlgren, mais conhecida por Lotten Dahlgren.

## Obras publicadas)
- 1887 - Om svenskarna i Kongo
- 1896 - Forntida seglingsanvisningar för de nordiska farvattnen
- 1897 - Stockholm : Sveriges hufvudstad : skildrad med anledning af Allmänna konst- och industriutställningen 1897 enligt beslut af Stockholms stadsfullmäktige
- 1900 - De franska sjöfärderna i Söderhafvet i början af 18:de seklet : En studie i historisk geografi
- 1918 - Elias Pilgren : en karolin, språkman, bokvän och patriot
- 1919 - Louis de Geers hus i Stockholm
- 1923 - Louis de Geer 1587-1652 : hans lif och verk